# Ruisseau Plamondon
Ruisseau Plamondon är ett vattendrag i Kanada.   Det ligger i provinsen Québec, i den sydöstra delen av landet, 400 km norr om huvudstaden Ottawa.
Trakten runt Ruisseau Plamondon är nära nog obefolkad, med mindre än två invånare per kvadratkilometer.